# Кетов, Владимир Максимович
Владимир Максимович Кетов — советский хозяйственный, государственный и политический деятель.

## Биография
Родился 5 января 1937 года в селе Татаркино Чаинского района Западно-Сибирского края. Член КПСС.
В 1959 году окончил Томский политехнический институт по специальности «инженер-электромеханик».
После окончания института работал на Томском электротехническом заводе инженером. 
С 1961 года — заведующий отделом Томского обкома ВЛКСМ, второй секретарь Томского горкома ВЛКСМ.
С сентября 1962 года по май 1964 года — первый секретарь Томского горкома ВЛКСМ.
С 1964 по 1966 год — начальник производства Томского завода измерительной аппаратуры.
С 1967 года — заведующий промышленно-транспортным отделом Томского горкома партии, первый секретарь Молчановского райкома КПСС, заведующий отделом местной, лёгкой, пищевой промышленности и торговли Томского обкома КПСС. Депутатом Томского областного и Молчановского районного Советов народных депутатов.
В 1981 году окончил аспирантуру Академии общественных наук при ЦК КПСС.
С 29 апреля 1983 по 15 августа 1990 — первый секретарь Томского горкома КПСС.
После ухода с партийной работы до выхода на пенсию работал главным экономистом Томского завода измерительной аппаратуры.
Делегат ХХVII съезда КПСС и 19-й Всесоюзной партийной конференции.
Награжден Почетным знаком «За заслуги перед городом Томском» (2016).
Умер в Томске в 2018 году.